# Musa Mustafa Musa
Musa Mustafa Musa (eg. ar. موسى مصطفى موسى; ur. 13 lipca 1952 w Gizie) – egipski polityk i architekt, lider partii Al-Ghad, kandydat w wyborach prezydenckich w 2018 roku.

## Życiorys
Ukończył studia licencjackie w Egipcie, zaś magisterium z architektury za radą ojca we francuskiej École nationale supérieure d'architecture de Versailles. Działał w młodzieżówce partii Nowy Wafd, następnie do niej przystąpił. W 2005 roku przeszedł do liberalnego reformistycznego ugrupowania Al-Ghad (Jutro), gdzie objął funkcję wiceprzewodniczącego. W październiku tego samego roku skazany został lider partii, Ajman Nur. Doszło wówczas do rozłamu – zarówno Musa, jak i żona Nura Gamila Ismail rozpoczęli działanie pod nazwą starej partii, używając jej symboli. Ostatecznie spór o następstwo został rozstrzygnięty sądownie w 2011 roku na rzecz Musy. Z list Al-Ghadu bezskutecznie kandydował w wyborach parlamentarnych z 2010 i 2011/2012 roku.
Początkowo brał udział w kampanii prezydenckiej ubiegającego się o reelekcję Abd al-Fattaha as-Sisiego podczas wyborów z 2018. Nieoczekiwanie 20 stycznia 2018 ogłosił, że sam będzie się ubiegać o to stanowisko, deklarując poparcie 27 parlamentarzystów i 47 000 podpisów za kandydaturą. Dokumenty potrzebne do rejestracji Musy złożono zaledwie około 15 minut przed upływem terminu. Wobec bojkotu i wycofania się z wyborów większości kandydatów (m.in. Sami Hafiz Anan, Chalid Ali) lub odrzucenia ich kandydatur (Ahmad Szafik) został jedynym kontrkandydatem as-Sisiego. Zadeklarował bycie kandydatem poważnym i niezależnym od as-Sisiego pomimo wspierania go. W głosowaniu otrzymał 2,92% poparcia.
Jest żonaty, ma dwie córki. Jego brat jest dyrektorem egipskiej izby handlowej.